# Carl Peter Friis-Holm
Carl Peter Friis-Holm, född 5 juli 1855 i Köpenhamn, död 8 mars 1938 i Svendborg, var en dansk tonsättare och organist.
Friis-Holm var lärjunge till Johan Peter Emilius Hartmann och Gottfred Matthison-Hansen. Han var från 1881 organist och kantor i Nyborg. Av hans kompositioner, som omfattar både orkester- och orgelmusik, pianostycken samt sånger, kan nämnas en triumfmarsch och en konsertouvertyr, uppförda på Tivoli i Köpenhamn.